# Barnes Street
Barnes Street est une localité du Kent, au Royaume-Uni.

## Hydrographie
Cette localité est traversée par la rivière Medway.